# Catgas
Catgas Energia, amb denominació oficial Catgas Energia SA, és una empresa del sector de l'energia que opera principalment a Catalunya. L'objectiu de l'empresa és comercialitzar gas natural, gas propà i electricitat. Es constituí el 21 de gener de 1997 amb el nom de GRANPERGAS SA.
L'empresa patrocinà el Futbol Sala Garcia de Santa Coloma de Gramenet des del 30 de juny de 2015 fins a la temporada 2017-2018, en què a causa de la polèmica per l'ús del color groc en la imatge corporativa de l'empres, la directiva del club decidir no donar continuïtat al contracte.